# The Human Condition (Saga)
The Human Condition è un album in studio del gruppo rock canadese Saga, pubblicato nel 2009.

## Tracce
1. The Human Condition – 6:50
2. Step Inside – 4:57
3. Hands of Time – 5:32
4. Avalon – 4:47
5. A Number With a Name – 4:53
6. Now Is Now – 4:15
7. Let It Go – 4:48
8. Crown of Thorns – 5:50
9. You Look Good to Me – 5:22